# Bey du Titteri
Le bey du Titteri est le dignitaire à la tête du beylik du Titteri, siégeant à Médéa durant la période de la régence d'Alger. Il est nommé par son suzerain, le dey d'Alger. Comme pour les autres beylik de la Régence (le beylik de l'Ouest et le beylik de Constantine), le bey du Titteri est le représentant du dey d'Alger et administre la province en son nom.

## Beys du Titteri
Le beylik du Titteri est gouvernée, le long de son histoire, par vingt beys dont :
- Redjeb, premier bey de la province de 1547 à 1633.
- Mohamed ben Ali, Bey du Titteri de 1745 a 1754, tué lors d'une expédition contre les Aït Irathen[3].
- Softa, bey en 1772, tué lors d'une expédition contre les tribus des Ouleds Nail.
- Mustapha El Ouaznadji Ben Souleimain, bey de 1775 à 1794.
- Mohamed Frira, surnommé l'égorgeur, bey de 1794 à 1799 tué lors d’une expédition.
- Ibrahim Tlemçani, bey de 1799 jusqu’en 1801.
- Hassan, bey en 1801.
- Mohamed bey, bey jusqu'en 1809, étranglé par ordre du Pacha Hadj Ali.
- Mostéfa Boumezrag, bey de la province, de 1819 à 1830, date de la conquête de l'Algérie par la France, il mourra en exil à Alexandrie en Égypte.
- Mustapha ben Omar, maure originaire d'Alger, bey de 1830 à 1831.
- Mohammed el-Kadji, guerrier et dernier bey de la province de 1833 à 1834.